# 哈尔滨文庙
哈尔滨文庙是中国黑龙江哈尔滨市的一座孔庙，在今南岗区文庙街，哈尔滨工程大学院内。
文庙始建于民国十五年（1926年），民国十八年建成，由当时的东省特别区长官张焕相及继任长官张景惠倡导并由各界集资修建。民国二十年（1931年）日本操纵的满洲国成立，此后几乎每年都由政府在此祭孔。1946年以后，文庙先后作为哈尔滨医专、哈尔滨医科大学、哈尔滨军事工程学院等单位的图书馆。文革中，文庙沦为省军区仓库，却因此避免了毁灭性的破坏。1996年被公布为全国重点文物保护单位。
文庙原占地面积为约90亩（约6万平方米），现仅存2.3万平方米，其中建筑面积5674平方米。建筑群坐北朝南，以大成殿为中心，围绕中轴线展开，分为三进院落。自南端的影壁起向北，分别有泮池、泮桥、棂星门、大成门、大成殿、崇圣祠。左右有对称配列的牌楼、两庑、掖门、耳房等。

## 相关图片

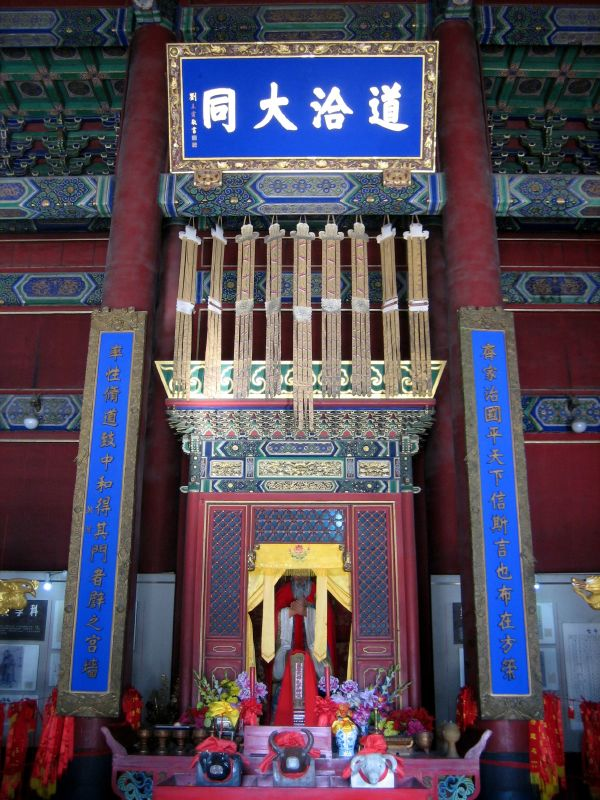
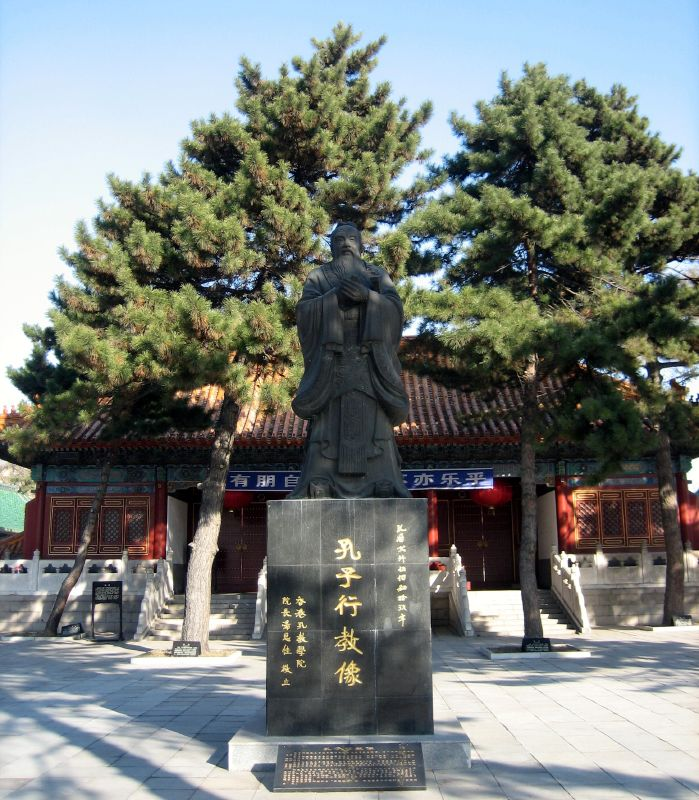
孔子像